# Tony Lip
Frank Anthony Vallelonga Sr. (30. července 1930, Beaver Falls, USA – 4. ledna 2013, Teaneck, tamtéž), známější pod uměleckým jménem Tony Lip, byl americký herec. Proslavil se především rolí zločineckého bosse Carmina Lupertazziho v seriálu HBO The Sopranos. 
Jeho život na počátku 60. let, kdy byl řidičem a bodyguardem černošského pianisty Dona Shirleyho, byl zdramatizován ve filmu z roku 2018 Zelená kniha. Tonyho ztvárnil americký herec Viggo Mortensen.

## Život
Frank Anthony Vallelonga se narodil v Pensylvánii jako syn italských rodičů Nazareny a Nicholase Vallelonga. Jeho rodina se přestěhovala do Bronxu, když byl ještě dítětem. Vyrostl na 215. ulici. V dětství si vysloužil přezdívku „Lip“ (česky ret) coby člověk, který dokázal přemluvit lidi, aby dělali to, co po nich chtěl.
V letech 1951 až 1953 sloužil v armádě Spojených států a byl umístěn v Německu. Od roku 1961 pracoval v nočním klubu Copacabana. Právě zde poprvé potkal režiséra Francise Forda Coppolu, což vedlo k jeho filmovému debutu, malé roli ve filmu Kmotr.
Pracoval jako vyhazovač, když byl najat, aby řídil vůz pianisty Dona Shirleyho a pracoval jako jeho ochranka na turné po Jihu Spojených států v letech 1962 až 1963. Toto turné je základem filmu Zelená kniha z roku 2018, na jehož scénáři se podílel Lipův syn Nick Vallelonga.

## Osobní život
Tony Lip bydlel ve státě New Jersey se svou manželkou Dolores. Zemřela v roce 1999.
Lip zemřel ve věku 82 let v lednu 2013, Don Shirley tři měsíce poté.

## Filmografie – výběr
- Kmotr (1972) – svatební host
- Zuřící býk (1980) – host v nočním klubu
- Mafiáni (1990) – Frankie the Wop
- Zákon a pořádek (1992–1996) – Doc / Bobby Murrows
- Rodina Sopránů (2001–2007) – Carmine Lupertazzi